# Municipio de Ruth B City
El municipio de Ruth B City (en inglés: Ruth B City Township) es un municipio ubicado en el condado de Stone en el estado estadounidense de Misuri. En el año 2010 tenía una población de 2400 habitantes y una densidad poblacional de 245,27 personas por km².

## Geografía
El municipio de Ruth B City se encuentra ubicado en las coordenadas 36°38′53″N 93°25′27″O / 36.64806, -93.42417. Según la Oficina del Censo de los Estados Unidos, el municipio tiene una superficie total de 9.78 km², de la cual 8,86 km² corresponden a tierra firme y (9,45 %) 0,92 km² es agua.

## Demografía
Según el censo de 2010, había 2400 personas residiendo en el municipio de Ruth B City. La densidad de población era de 245,27 hab./km². De los 2400 habitantes, el municipio de Ruth B City estaba compuesto por el 98,08 % blancos, el 0,21 % eran afroamericanos, el 0,42 % eran amerindios, el 0,5 % eran asiáticos, el 0,08 % eran de otras razas y el 0,71 % eran de una mezcla de razas. Del total de la población el 1,25 % eran hispanos o latinos de cualquier raza.